# Thống kê Giải vô địch bóng đá thế giới 2014
Thống kê các con số của giải vô địch bóng đá thế giới lần thứ 20 diễn ra năm 2014 tại Brasil

## Cầu thủ ghi bàn
Các bàn thắng được ghi từ những quả phạt đền trong loạt sút luân lưu không được tính.
6 bàn
- James Rodríguez

5 bàn
- Thomas Müller

4 bàn
- Lionel Messi
- Neymar
- Robin van Persie

3 bàn
- Enner Valencia
- Karim Benzema
- André Schürrle
- Arjen Robben
- Xherdan Shaqiri

2 bàn
- Abdelmoumene Djabou
- Islam Slimani
- Tim Cahill
- David Luiz
- Oscar
- Alexis Sánchez
- Jackson Martínez
- Bryan Ruiz
- Mario Mandžukić
- Ivan Perišić
- Mario Götze
- Mats Hummels
- Miroslav Klose
- Toni Kroos
- André Ayew
- Asamoah Gyan
- Wilfried Bony
- Gervinho
- Memphis Depay
- Ahmed Musa
- Clint Dempsey
- Luis Suárez

1 bàn
- Yacine Brahimi
- Sofiane Feghouli
- Rafik Halliche
- Gonzalo Higuaín
- Ángel di María
- Marcos Rojo
- Mile Jedinak
- Kevin De Bruyne
- Marouane Fellaini
- Romelu Lukaku
- Dries Mertens
- Divock Origi
- Jan Vertonghen
- Edin Džeko
- Vedad Ibišević
- Miralem Pjanić
- Avdija Vršajević
- Fernandinho
- Fred
- Thiago Silva
- Joël Matip
- Charles Aránguiz
- Jean Beausejour
- Jorge Valdivia
- Eduardo Vargas
- Pablo Armero
- Juan Cuadrado
- Teófilo Gutiérrez
- Juan Quintero
- Joel Campbell
- Óscar Duarte
- Marco Ureña
- Ivica Olić
- Wayne Rooney
- Daniel Sturridge
- Olivier Giroud
- Blaise Matuidi
- Paul Pogba
- Moussa Sissoko
- Mathieu Valbuena
- Sami Khedira
- Mesut Özil
- Sokratis Papastathopoulos
- Giorgos Samaras
- Andreas Samaris
- Carlo Costly
- Reza Ghoochannejhad
- Mario Balotelli
- Claudio Marchisio
- Honda Keisuke
- Okazaki Shinji
- Koo Ja-Cheol
- Lee Keun-ho
- Son Heung-min
- Giovani dos Santos
- Andrés Guardado
- Javier Hernández
- Rafael Márquez
- Oribe Peralta
- Daley Blind
- Stefan de Vrij
- Leroy Fer
- Klaas-Jan Huntelaar
- Wesley Sneijder
- Georginio Wijnaldum
- Peter Odemwingie
- Nani
- Cristiano Ronaldo
- Silvestre Varela
- Aleksandr Kerzhakov
- Aleksandr Kokorin
- Xabi Alonso
- Juan Mata
- Fernando Torres
- David Villa
- Blerim Džemaili
- Admir Mehmedi
- Haris Seferović
- Granit Xhaka
- John Brooks
- Julian Green
- Jermaine Jones
- Edinson Cavani
- Diego Godín

Phản lưới nhà
- Sead Kolašinac (trận gặp Argentina)
- Marcelo Vieira (trận gặp Croatia)
- John Boye (trận gặp Bồ Đào Nha)
- Noel Valladares (trận gặp Pháp)
- Joseph Yobo (trận gặp Pháp)

Nguồn: FIFA

## Bảng xếp hạng các đội tuyển
1.{{Đức}}
2.{{Argentina}}
3.{{Hà Lan}}
4.{{Brasil}}
5.{{Colombia}}